# Tetra Laval
Tетра Лаваль является частной международной корпорацией шведского происхождения, принадлежащей семье Раузинг. В 1980-х годов Tetra Laval перенесла штаб-квартиру в Лозанну, Швейцария.
Tetra Laval Групп состоит из 3 независимых промышленных подразделений:
- Tetra Pak — оборудование для упаковки жидких пищевых продуктов из картона и производство упаковочных материалов.
- DeLaval — оборудование для производства молока.
- Sidel — оборудование для производства пластиковых и стеклянных бутылок и алюминиевых банок.
- Tetra Laval International — финансы, инвестиции, страхование.

## Описание
В Tетра Лаваль Групп работает около 30 200 человек. Деятельность компаний ориентирована на системы для обработки, упаковки и продажи продовольствия и оборудования для производства молочных продуктов и животноводства. Все 3 промышленные группы являются лидерами в своих областях бизнеса.
- Тетра Пак: изготовляет и продает оборудование для обработки, упаковки и распространения жидких пищевых продуктов. Рубен Раузинг является основателем компании Tetra Pak.
- ДеЛаваль: изготовляет и продает оборудование для молочных ферм, а также производства молока и продукции животноводства.
- Sidel: проектирует, производит, монтирует, поставляет и продает комплексные линии упаковки для жидких пищевых продуктов 3 основные категории:
  - стеклянные бутылки (одноразовых и возвратных)
  - пластиковые бутылки (ПЭТ, Полиэтилен высокого давления и Полипропилен)
  - металлические банки для напитков.

Хотя все группы работают независимо, они сотрудничают и взаимодействуют друг с другом.
Tetra Laval International обеспечивает финансирование, управление рисками и инвестиционную поддержку для Tetra Laval Group. Эта организация также несет ответственность за управление своей общей правовой структуры, финансовые / собственный капитал структуры и налогового планирования.

## История
- 1991 — покупка компанией Тетра Пак компании Альфа Лаваль включая её подразделение Alfa Laval Agri
- 1993 — группа переименовывается в Tetra Laval Group
- 2000 — отделение Alfa Laval Agri c ребрендингом в DeLaval и продажа Alfa Laval инвестиционной группе Industri Kapital
- 2003 — покупка французской Sidel за 1,5 млрд евро
- 2005 — покупка компаний Simonazzi, Alfa et Meyer/Mojonnier которые принадлежали швейцарской группе Schweizerische Industrie Gesellschaft

## Сотрудники 2007
- Тетра Пак: 20859
- ДеЛаваль: 4407
- Sidel: 5496
- Другие: 307

Всего Tetra Laval: 30 069 Чел.

## Чистый объём продаж 2007 (млн. €)
- Тетра Пак: 8610 млн евро.
- ДеЛаваль: 850 млн. Евро.
- Sidel: 1255 млн евро.
- Другие: 5 млн евро.

Всего Tetra Laval: 10 720 млн евро.

## Пожертвование
- В 2006 Tetra Laval сделал пожертвование 512000 евро музею истории г. Лунд, Швеция.

## Конкуренты
- Evergreen Packaging
- Crown Holdings
- IWKA Group
- RPC Group
- SIG Combibloc
- Elopak
- Coesia Group